# 송석 최명창 묘역
송석 최명창 묘역(松石 崔命昌 墓域)은 대한민국 경기도 양주시 덕계동에 있는, 조선 중기 1466년~1536년 때의 무신인 최명창의 무덤이다. 2002년 4월 8일 경기도의 기념물 제178호로 지정되었다.

## 개요
송석 최명창은 조선 중기 1466년~1536년 때의 무신으로 가선대부 예조참판을 역임하였고 청백리에 녹선 되었으며, 수신제가와 치국평천하를 몸소 실천한 분이다.
묘역은 1537년 조성되어 신도비, 묘표, 동자석 등이 현재까지 원형 그대로 잘 보존되어 오고 있으며 특히, 묘표와 동자석의 형태 등이 묘제적, 민속적, 미술사적 자료의 가치가 뛰어난 중요한 문화재이다

## 같이 보기
- 최명창

## 참고 문헌
- 송석최명창묘역 - 국가유산청 국가유산포털